# Leona Tate
 (septembre 2024).
La mise en forme du texte ne suit pas les recommandations de Wikipédia : il faut le « wikifier ».
Les points d'amélioration suivants sont les cas les plus fréquents :
- Les titres sont pré-formatés par le logiciel. Ils ne sont ni en capitales, ni en gras.
- Le texte ne doit pas être écrit en capitales (les noms de famille non plus), ni en gras, ni en italique, ni en « petit »…
- Le gras n'est utilisé que pour surligner le titre de l'article dans l'introduction, une seule fois.
- L'italique est rarement utilisé : mots en langue étrangère, titres d'œuvres, noms de bateaux, etc.
- Les citations ne sont pas en italique mais en corps de texte normal. Elles sont entourées par des guillemets français : « et ».
- Les listes à puces sont à éviter, des paragraphes rédigés étant largement préférés. Les tableaux sont à réserver à la présentation de données structurées (résultats, etc.).
- Les appels de note de bas de page (petits chiffres en exposant, introduits par l'outil «  Source ») sont à placer entre la fin de phrase et le point final[comme ça].
- Les liens internes (vers d'autres articles de Wikipédia) sont à choisir avec parcimonie. Créez des liens vers des articles approfondissant le sujet. Les termes génériques sans rapport avec le sujet sont à éviter, ainsi que les répétitions de liens vers un même terme.
- Les liens externes sont à placer uniquement dans une section « Liens externes », à la fin de l'article. Ces liens sont à choisir avec parcimonie suivant les règles définies. Si un lien sert de source à l'article, son insertion dans le texte est à faire par les notes de bas de page.
- La présentation des références doit suivre les conventions bibliographiques. Il est recommandé d'utiliser les modèles {{Ouvrage}}, {{Chapitre}}, {{Article}}, {{Lien web}} et/ou {{Bibliographie}}. Le mode d'édition visuel peut mettre en forme automatiquement les références.
- Insérer une infobox (cadre d'informations à droite) n'est pas obligatoire pour parachever la mise en page.

Pour une aide détaillée, merci de consulter Aide:Wikification.
Si vous pensez que ces points ont été résolus, vous pouvez retirer ce bandeau et améliorer la mise en forme d'un autre article.
 (septembre 2024).
Pour les articles homonymes, voir Tate.
Leona Tate, née le 31 octobre 1954 à La Nouvelle-Orléans (États-Unis), est une militante américaine, pionnière des droits civiques et défenseure communautaire de la Nouvelle-Orléans. Elle a été l’une des premières enfants noirs aux États-Unis à abolir la ségrégation d'une école primaire publique.

## Biographie

### Jeunesse
Née le 31 octobre 1954 à La Nouvelle-Orléans, avec sa famille, elle fût sélectionnée parmi de nombreux candidats à être les premières personnes mettant en œuvre la déségrégation de l'école.
Le 14 novembre 1960 au matin, quatre filles de 6 ans : Tate, Tessie Prevost, Gail Etienne et Ruby Bridges devinrent les premiers Afro-Américains à mettre fin à la ségrégation des écoles primaires publiques jadis réservées aux blancs au sein de La Nouvelle-Orléans et du Sud profond. Trois filles de ce groupe, Tate, Prevost et Etienne s'inscrivirent à l'école primaire McDonogh 19, et Bridges s'inscrivit à l'école primaire William Frantz
Dès que Tate et ses camarades entrèrent à l'école, les enfants blancs furent retirés par leurs parents ; pendant 18 mois, les filles furent les seules élèves dans leur classe. Avec l'attention mondiale concentrée sur La Nouvelle-Orléans, des capitaines de gendarmerie fédéraux portant des brassards jaunes escortèrent les Quatre de La Nouvelle-Orléans à l'intérieur des écoles à 9h. Les deux écoles primaires publiques ont mis fin à la ségrégation.
En 1962, l'école devint une école réservée aux Noirs et par conséquent, Tate, Etienne et Prevost manifestèrent afin d'intégrer d'autres écoles anciennement réservées aux Blancs.
L'intégration des écoles primaires publiques de La Nouvelle-Orléans marqua un centre d'attention majeur dans l'histoire du mouvement américain des droits civiques.

### Fondation
En 2009, Leona Tate établit la Fondation Leona Tate pour le Changement dans le but de collecter des fonds pour racheter McDonogh 19, l'école où elle et ses camarades furent intégrées. A ce jour, avec ses partenaires de la Communauté Alembic , elle étudie le monument historique afin qu'il puisse ouvrir à nouveau au printemps 2021 sous le nom du Centre Tate, Etienne et Prevost (TEP), un lotissement multiusage consacré à l'histoire de l'Abolition de la Ségrégation de l'école Publique de La Nouvelle-Orléans, des Droits Civiques, et de la Vie Noire. Sa mission pour le Centre TEP est de créer un lieu sûr et une ancre communautaire où le public peut apprendre, soutenir et se former à l'antiracisme et la justice sociale.